# 마르첼로 마스트로이안니

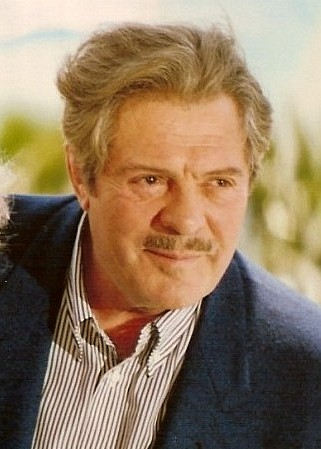
마르첼로 마스트로이안니

마르첼로 마스트로이안니(이탈리아어: Marcello Mastroianni KGS, 1924년 11월 28일 ~ 1996년 12월 19일)는 이탈리아의 영화 배우였다. 그는 영국 아카데미상, 칸 영화제, 베니스 영화제의 최고 배우상, 두 개의 골든 글로브상을 받았다.

## 출연
- 1998년 - 세상의 기원으로의 여행 (Journey To The Beginning Of The World / Viagem Ao Principio Do Mundo)
- 1995년 - 시몽 시네마의 101의 밤 (A Hundred And One Nights Of Simon Cinema / Les Cent Et Une Nuits De Simon Cinema) - 라미 이탈리엔/ 이탈리아인 친구 역
- 1993년 - 1, 2, 3 태양 (Un, Deux, Trois, Soleil / 1, 2, 3, Sun)
- 1992년 - 러브 어게인 (Used People)
- 1991년 - 황새의 정지된 비상 (The Suspended Step Of The Stork / To Meteoro Vima Tou Pelargou)
- 1990년 - 에브리바디 파인 (Everybody's Fine / Stanno tutti bene) - 마테오 역
- 1988년 - 스플렌도르 (Splendor) - 조단 역
- 1986년 - 진저와 프레드 (Ginger And Fred / Ginger E Fred)
- 1985년 - 마카로니 (Macaroni) - 안토니오 자세엘로 역
- 1982년 - 바렌느의 밤 (That Night In Varennes / La Nuit De Varennes)
- 1982년 - 톰 베린저의 니나 (Beyond Obsession / Oltre La Porta) - 엔리코 소미 역
- 1981년 - 찢어진 깃발 (The Skin / La Pelle)
- 1980년 - 여성의 도시 (City Of Women / La Citta delle donne) - 스내포라즈 역
- 1978년 - 나스타샤 킨스키의 유혹 (Stay As You Are / Cos come Sei) - 질리오 마렝고 역
- 1978년 - 그대 머무는 곳에 (Stay As You Are / Stay The Way You Are / Cos come Sei) - 줄리오 마렝고 역
- 1977년 - 와이프 미스트리스 (Wifemistress / Mogliamante)
- 1975년 - 리타를 잡아라 (Get Rita) - 찰리 콜레토 역
- 1973년 - 그랜드 부프 (The Grande Bouffe / La Grande Bouffe) - 마르셀로 역
- 1973년 - 전쟁의 사자들 (Massacre In Rome / Rappresaglia) - 피에트로 아토넬리 역
- 1973년 - 왓? (What?)
- 1973년 - 엑스트라 인생 (Hail The Artist / Salut L'artiste)
- 1973년 - 로마여 영원하라 (Massacre In Rome)
- 1973년 - 알롱상팡 (Allonsanfan)
- 1970년 - 레오 더 라스트 (Leo The Last)
- 1965년 - 제10의 도망자 (The 10th Victim) - 마르셀로 폴레티 역
- 1964년 - 이태리식 결혼 (Marriage Italian-Style / Matrimonio all'italiana) - 도미니코 소리아노 역
- 1963년 - 사랑의 변주곡 (Yesterday, Today And Tomorrow / Ieri, oggi, domani) - 카미네 사바라티 역
- 1963년 - 어제 오늘 그리고 내일 (Ieri, oggi, domani) - 카르미네/렌조/아우구스토 역
- 1963년 - 8과 1/2
- 1962년 - 사생활 (영화) (Vie privee) - 파비오 역
- 1960년 - 밤 (The Night / La Notte) - 지오반니 폰테노 역

- 《백야》 (1957)